# Toma de Bacharach
La toma de Bacharach por el ejército español de Flandes tuvo lugar el 1 de octubre de 1620 durante la fase palatina de la Guerra de los Treinta Años. Tras un rápido comienzo de la invasión de los estados del elector palatino y proclamado rey de Bohemia Federico V del Palatinado, las operaciones se ralentizaron a mediados de septiembre, tras la toma de Oppenheim. Ambrosio Spínola, general español al mando valoró en consejo de guerra con sus oficiales emprender el asedio a la plaza principal de Heidelberg o el de la de Bacharach, más secundaria. El reducido número de su ejército, mermado al estar parte de sus tropas repartidas en las distintas ciudades que se habían ocupado, determinó a Spínola a decidirse por Bacharach.

## Antecedentes
En 1620 la Monarquía Hispánica se avino a participar en la Guerra de los Treinta Años para ayudar al Sacro Imperio Romano a derrotar a la Unión Protestante encabezada por Federico V del Palatinado. Tras un amago sobre Fráncfort frustrado por el rápido socorro introducido en esta ciudad por los protestantes, Spínola se dirigió hacia Oppenheim y tomó a principios de septiembre la villa de Bad Kreuznach. Poco después obtuvo la rendición de Alsheim, dejando parte de sus fuerzas en ambas plazas. Una semana más tarde el marqués se anotó un importante éxito al distraer al ejército al mando del margrave de Ansbach de Oppenheim y tomar por asalto esta ciudad.
Asegurados sus depósitos de víveres y municiones en Oppenheim, Spínola dudaba entre si marchar sobre Heidelberg, una de las principales plazas del Palatinado que estaba en consecuencia fuertemente guarnecida, o hacer lo propio sobre Bacharach. El 23 de septiembre celebró un consejo con sus principales lugartenientes, Carlos Coloma, Gonzalo Fernández de Córdoba, Diego Mexía, Hendrik van den Bergh y otros, en el que estos hombres dieron su parecer a Spínola. Se habló de marchar sobre Heidelberg, Frankenthal o Bacharach, y aunque Spínola finalmente no se decidió por ninguna, la escasa entidad de su ejército (10 000 infantes y 3200 caballos) aconsejaba optar por la última.
Por otro lado, Bacharach constituía una cabeza de puente sobre el Rin que permitiría a Spínola enlazar la parte ocupada del Palatinado con Maguncia, así las rutas de suministro de su ejército quedarían bien afianzadas. En el tiempo que transcurriría durante el asedio, además, se daría margen a la llegada los refuerzos que se esperaban de los Países Bajos.

## Preludio

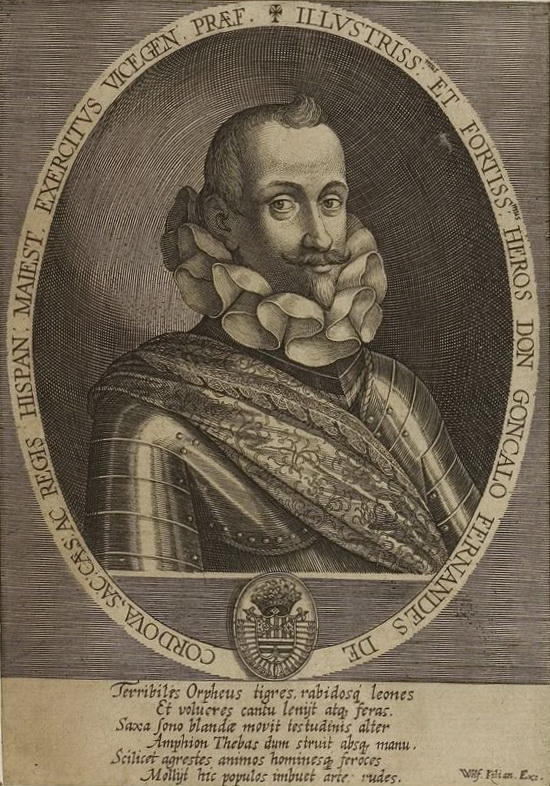
Gonzalo Fernández de Córdoba.

El 25 de septiembre se supo en el campo español que la caballería protestante preparaba un ataque contra sus cuarteles y Spínola envió al conde Hendrik van den Bergh al mando de 2200 caballos, el tercio de borgoñones, el regimiento alemán del Conde de Henden y tres cañones a emboscarlos cerca de uno de sus cuarteles en Worms. Hasta el día 27 van den Bergh aguardó en la zona, pero al no observar movimiento alguno en las tropas de la Unión Protestante, regresó a Oppenheim. El mismo día 27 llegaron noticias a Spínola de que el socorro que esperaba Federico V desde las Provincias Unidas; 3000 infantes y 2000 caballos bajo el mando del holandés Enrique de Nassau y el inglés Horace Vere, habían cruzado el Mosela en Kerpen.
Por el momento Spínola ignoraba la entidad de la fuerza de Vere, compuesta en parte por voluntarios ingleses enviados por el rey Jaime I de Inglaterra (2250 hombres según estimaciones modernas) y en parte por holandeses, de modo que decidió desplazarse con su ejército a la orilla occidental del Rin y emprender la toma de Bacharach para permanecer en la misma zona que el ejército de socorro y poder emboscarlo, tal vez, a su llegada. Junto con estas noticias pesaron mucho en el abandono de la empresa de Heidelberg la carencia de un puente sobre el cual cruzar el Neckar y la posibilidad de que la caballería protestante hostigara su retaguardia.
Estando su atención centrada en la llegada del socorro anglo-holandés, Spínola permaneció cerca del camino con el grueso de su ejército y encomendó al maestre de campo don Gonzalo Fernández de Córdoba la toma de Bacharach. Su cometido era en realidad más complejo, puesto que tras apoderarse de la plaza debía enviar 600 de sus hombres al mando del capitán Diego Ruiz, su sargento mayor, río abajo en barcas para intentar apoderarse de la villa de Kaub, emplazada a orillas del Rin. En total Córdoba contaba con unos 2500 hombres; 1800 españoles de su tercio y varias compañías de alemanes y borgoñones de otros tercios.

## Combate

Escudo de la villa de Bacharach.

Según el militar y escritor Francisco de Ibarra, autor de la obra La Guerra del Palatinado, Córdoba y sus soldados hubieron de hacer frente a una dura marcha por un terreno agreste. Parte de ellos desembarcaron cerca de Hambach en 3 barcas (unos 2000 soldados), tras lo cual marcharon a pie hasta Bacharach. Mientras tanto, otros 2500 continuaron en 4 barcas hacia la villa de Lorch, donde desembarcaron por la tarde. Los habitantes de esta población, viendo la entidad de la fuerza a la que se enfrentaban, que contaba con 50 hombres a caballo, se rindieron de inmediato. Tras ello Córdoba envió un capitán y 10 de sus hombres en un bote a Diebach, localidad que no ofreció resistencia y por donde pasó luego el grueso de la fuerza.
Los hombres del primer grupo se aproximaron a las afueras de Bacharach sobre las 2 de la madrugada. Los soldados protestantes del exterior arrojaron sus arcabuces al suelo y huyeron, dando aviso a la población de la ciudad de la llegada de los españoles. Sin nadie que les estorbase, los hombres de Córdoba procedieron a construir un baluarte detrás del castillo de la villa. La mañana siguiente Bacharach amaneció envuelta en un denso manto de bruma que persistió hasta las 10 de la mañana. En aquel espacio de tiempo la guarnición del castillo disparó 40 o 50 tiros de mosquete, matando a tres españoles e hiriendo a otros 3.
Poco después hizo acto de presencia el grueso de la fuerza, que había llegado desde Diebach. Desmoralizados ante la aparición de tal fuerza, los oficiales de la guarnición, tan reducida debido al miedo del margrave de Ansbach a diseminar sus fuerzas, decidieron rendirse. Las puertas de Bacharach se abrieron y los españoles entraron a las 3 de la tarde. 2 capitanes fueron tomados prisioneros, y 80 ingleses enfermos, entre otras tropas. El oficial al mando del castillo, un tal teniente Knebel, pudo huir antes de caer prisionero. También lo hizo un vecino que, tras haberse referido con palabras injuriosas a Spínola y al Arzobispo de Maguncia, escapó con una gran suma de dinero.

## Consecuencias
Córdoba dejó una guarnición de 300 soldados valones en la villa y envió a la mayor parte de los restantes a apoderarse de Kaub al mando del sargento mayor Diego Ruiz y el teniente maestre de campo general Baltasar de Santander. La escasa guarnición de esta población no tardó en rendirse. A Kaub, que permanecería en poder español hasta 1631, siguió poco después el castillo de Castillo de Pfalzgrafenstein, erigido en un islote cercano a la ribera. Spínola, entre tanto, seguía concentrado en interceptar el socorro de Holanda y para ello envió a Van den Bergh con 2000 infantes, toda la caballería y dos cañones a vadear el río en el paso situado a dos horas de camino de Oppenheim. Van den Bergh, aconsejado por el teniente maestre de campo general Francisco de Medina, decidió abandonar la tarea por temor a desamparar los cuarteles de Oppenheim. Los ingleses llegaron a Worms sin contratiempos.
La ciudad de Bacarach permanecería en poder español hasta su toma por los suecos en 1632.